# Judaizm neologiczny
Judaizm neologiczny – nurt judaizmu, powstały 14 grudnia 1868 roku na Węgrzech. W założeniach jest bliski amerykańskiemu judaizmowi konserwatywnemu. W XIX wieku rozpowszechnił się w dużych miastach węgierskich. Pojedyncze wspólnoty pojawiły się także w Nowym Jorku wśród emigrantów. Język jidysz został zarzucony przez żydów neologicznych na rzecz węgierskiego. Określali się oni przeważnie jako „Węgrzy wyznania mojżeszowego”. Głównym centrum tego nurtu jest Wielka Synagoga w Budapeszcie. Nie jest on uznawany przez Izrael za ortodoksyjny. Większość zarejestrowanych w synagogach żydów na Węgrzech należy do niego.